# Поморская культура
Помо́рская культура (померанская культура, восточнопоморская культура, вейхеровско-кротошинская культура; устаревшие названия — культура ящичных погребений, культура лицевых урн; пол. kultura pomorska) — археологическая культура железного века (VII—III вв. до н. э.), расположенная на территории современных Польши, Украины и Белоруссии.

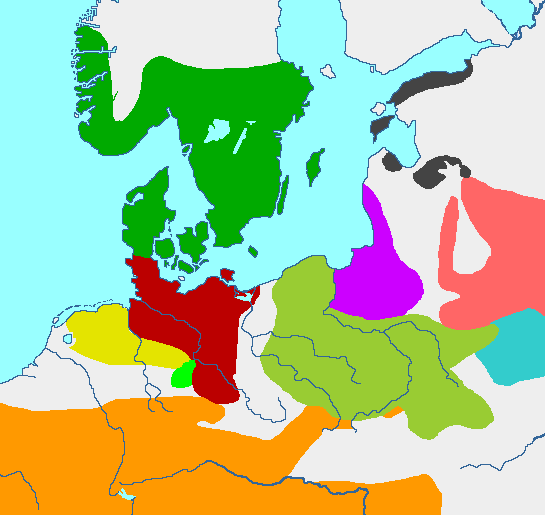
Европейские культуры раннего железного века (VII—V в. до н. э.):
— культура Харпштедт-Нинбург
— культура домовидных урн
— латенская культура
— скандинавский бронзовый век
— ясторфская культура
— поморская культура
— эстонская и балтская группа
— культура самбийских курганов
— днепро-двинская культура
— милоградская культура

Балтийские культуры конца раннего — начала среднего железного века (600—400 гг. до н. э.):
— поморская культура
— экспансия культуры подклёшевых погребений (преемницы Поморской культуры)
— культура штрихованной керамики
— милоградская культура
— днепро-двинская культура
Культура самбийских курганов:
— группа Самбии-Натангии
— группа западной Мазурии (вероятно связанная с пре-галиндами)
— ятвяжская группа
— пре-куршская группа

## Преемственность
Развивалась под сильным влиянием лужицкой культуры. Имела связи с цивилизацией этрусков: на это указывают находки изделий из балтийского янтаря в Этрурии и этрусских изделий на балтийском побережье. А. Г. Кузьмин высказал предположение, что контакты между этрусками и носителями поморской культуры осуществлялись адриатическими венетами. Путём синтеза (инвазии) в восточную часть ареала лужицкой культуры после V—IV вв. до н. э. образовала культуру подклошевых погребений.
В III в. до н. э. была вытеснена оксывской культурой на восток и юго-восток, в Западное Полесье, где в процессе синтеза с милоградской культурой образовала зарубинецкую культуру.

## Этническая принадлежность
По мнению М. И. Артамонова, носителями поморской культуры были венеды.

## Галерея

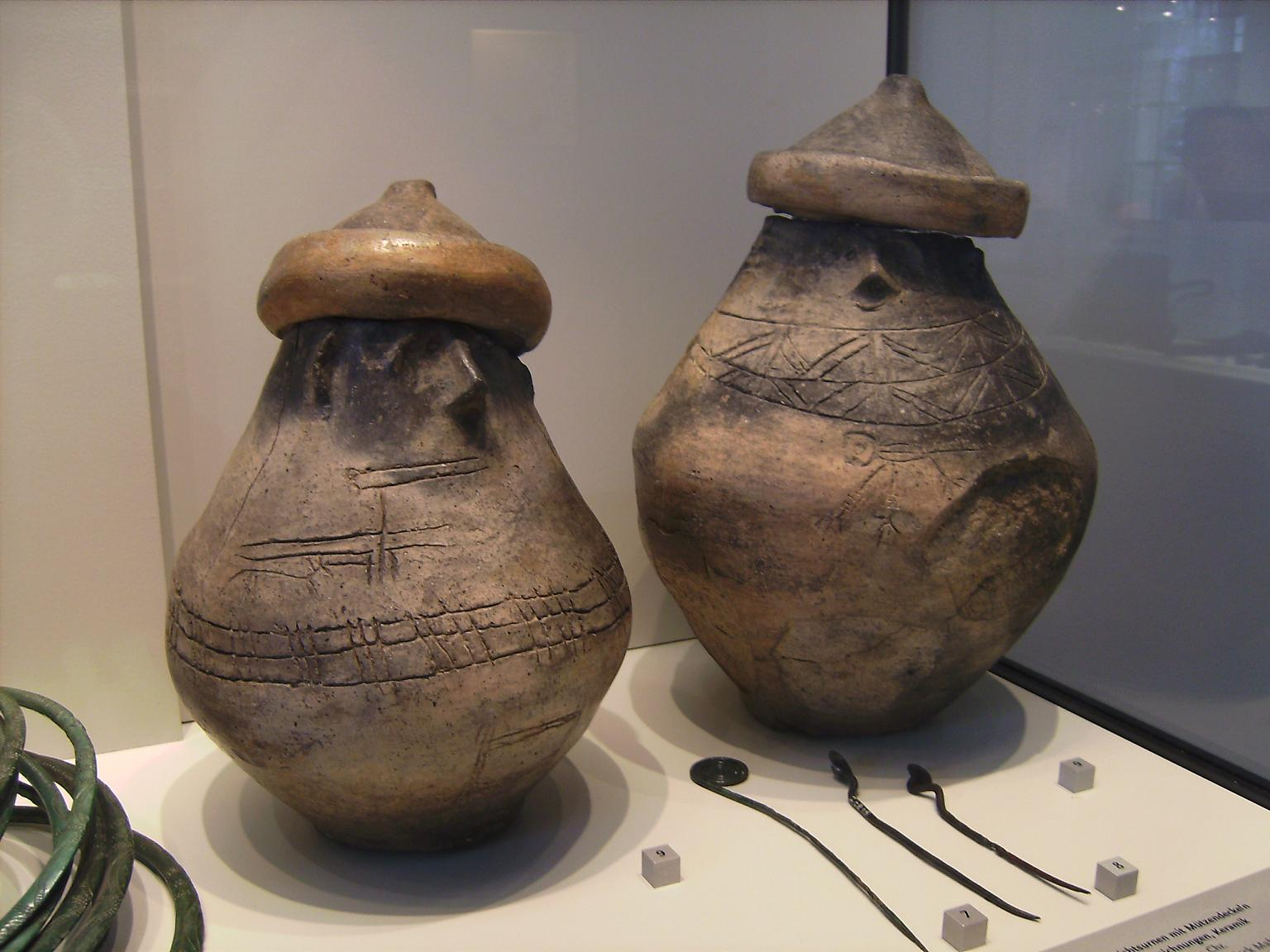
Поморская урна
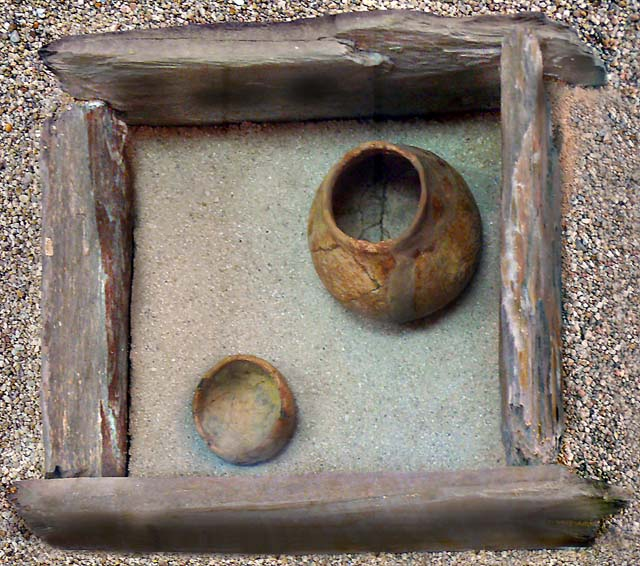
Реконструкция каменной гробницы